# Double Fantasy (The Weeknd)
Double Fantasy è un singolo del cantante canadese The Weeknd, pubblicato il 21 aprile 2023 come unico estratto dall'EP The Idol Episode 2 (Music from the HBO Original Series).

## Descrizione
Il brano ha visto la partecipazione vocale del rapper statunitense Future ed è stato prodotto da The Weeknd stesso insieme Mike Dean e Metro Boomin e realizzata appositamente per la serie televisiva The Idol.

## Promozione
Nelle prime settimane di aprile 2023 The Weeknd ha diffuso alcune anteprime relative a The Idol e alla relativa colonna sonora, rivelando come primi brani Double Fantasy e una cover di Jealous Guy di John Lennon. Il 14 dello stesso mese il singolo è stato presentato dal vivo per la prima volta durante l'esibizione di Metro Boomin al Coachella Valley Music and Arts Festival in cui The Weeknd ha presenziato come ospite speciale.

## Accoglienza
Shaad D'Souza di Pitchfork ha osservato come il brano risulti «lussuosamente prodotto, consapevolmente sdolcinato e squallido», criticando inoltre la prestazione vocale di Future, da lui definita «standard» e «soporifera».

## Tracce
1. Double Fantasy (feat. Future) – 4:28
2. Double Fantasy (feat. Future) (Radio Edit) – 3:55

## Classifiche
| Classifica (2023)         | Posizione massima |
| ------------------------- | ----------------- |
| Australia                 | 9                 |
| Austria                   | 22                |
| Canada                    | 7                 |
| Danimarca                 | 18                |
| Finlandia                 | 30                |
| Francia                   | 34                |
| Germania                  | 23                |
| Grecia                    | 1                 |
| Irlanda                   | 13                |
| Islanda                   | 13                |
| Italia                    | 68                |
| Lettonia                  | 7                 |
| Libano                    | 4                 |
| Lituania                  | 8                 |
| Lussemburgo               | 7                 |
| Norvegia                  | 18                |
| Nuova Zelanda             | 11                |
| Paesi Bassi               | 38                |
| Polonia                   | 24                |
| Portogallo                | 29                |
| Regno Unito               | 38                |
| Regno Unito (R&B)         | 8                 |
| Repubblica Ceca           | 49                |
| Singapore                 | 17                |
| Slovacchia                | 35                |
| Stati Uniti               | 18                |
| Stati Uniti (R&B/hip-hop) | 8                 |
| Svezia                    | 18                |
| Svizzera                  | 9                 |
| Ungheria                  | 36                |
| Vietnam                   | 31                |